# 保原バスセンター
保原バスセンター（ほばらバスセンター）は、福島県伊達市にあるバス停である。

## 概要
伊達市中央部、旧伊達郡保原町の中心部に位置する。かつての福島交通軌道線の駅であり、路線廃止後に敷地がバスターミナルとして活用されてきた。待合室やバス待機場が設置されている。当バス停から国道399号を挟んで向かい側に位置する駅前食堂が、駅であった名残を残している。

## 沿革
- 1908年（明治41年）7月13日 - 信達軌道保原線長岡分岐点 - 当駅間延伸開業に伴い保原駅（ほばらえき）として開業。
- 1910年（明治43年）1月2日 - 大日本軌道福島支社梁川線として当駅 - 梁川駅間が延伸開業し中間駅となる。
- 1911年（明治44年）4月8日 - 掛田線当駅 - 掛田駅間が延伸開業し分岐駅となる。
- 1922年（大正11年）4月17日 - 桑折線桑折駅 - 当駅間が開業。
- 1927年（昭和2年）6月28日 - 桑折線桑折駅 - 当駅間が不採算路線として廃止される。
- 1971年（昭和46年）4月12日 - 全線廃止に伴い鉄道駅廃止。以後保原バスセンターとして利用される。

## 路線
福島交通福島支社
- 上ヶ戸経由福島駅東口
- 伊達経由福島駅東口
- 伊達経由保原
- 保原駅経由福島駅東口
- 掛田駅前（上ヶ戸経由掛田）

## 周辺
- 国道399号(福島県道150号伊達霊山線）
- 国道349号
- 伊達市立保原小学校
- 保原中央公民館 - 軌道線時代に使用されていた車両が修復の上展示されている
- 阿武隈急行保原駅